# Ulica Płocka w Warszawie
Ulica Płocka – ulica w dzielnicy Woli w Warszawie. 

## Przebieg
Ulica rozpoczyna swój bieg od skrzyżowania z ulicą Marcina Kasprzaka i biegnąc na północ, przecina ulicę Ludwiki, dochodząc do Wolskiej, a dalej spotykając ulicę Rabsztyńską przecina ciąg Górczewskiej. Dalej biegnie przez teren osiedla Młynów, przecinając kolejno: Żytnią, Grenady i Gostyńską. Kończy bieg na skrzyżowaniu z Obozową.

## Historia
Dawna droga narolna wsi Wola Wielka. W XVIII i XIX wieku znajdowały się przy niej liczne wiatraki.
Ulica została wytyczona pod koniec XIX wieku, przez wiele lat, tuż obok niej znajdowały się rogatki miejskie. Niegdyś źródła miała tu rzeka Drna − obecnie skanalizowana.
W latach 1961–1993 odcinek ulicy między ul. Górczewską a ul. Obozową nosił nazwę Patrice'a Lumumby.

## Ważniejsze obiekty
- Przedwojenna wytwórnia płyt Odeon, po wojnie Polskie Nagrania (nr 13)
- Narodowe Centrum Kultury (nr 13)
- Instytut Gruźlicy i Chorób Płuc w Warszawie (d. Szpital Wolski) (nr 26)
- Stacja metra Płocka